# 陈继勇
陈继勇（1953年3月15日—2020年10月25日），湖北应城人，中国经济学家，武汉大学二级教授，博士生导师。曾任湖北省社会科学院院长，武汉大学经济与管理学院院长等职。主要研究领域为世界经济（尤其是美国经济）、国际投资、国际贸易等。

## 生平
1973年毕业于孝感师范学校中文专业，在应城陈河高中任教。1975年被选派到武汉大学经济系学习，后在世界经济专业读研究生，1981年获硕士学位并留校任教。1984年赴美国匹兹堡大学经济系进修一年。1986年至1990年，任武汉大学世界经济系副主任。1990年至1996年，任武汉大学经济学院副院长。1991年获经济学博士学位，同时破格晋升教授。1993年获国务院学位委员会批准为博士生导师，为全国世界经济学领域最年轻的博士生导师之一。1994年作为富布赖特高级访问学者，赴美国约翰斯·霍普金斯大学保尔·尼茨高级国际问题研究院访问研究一年。1996年至2001年，出任湖北大学副校长、学位委员会主席兼经济学院院长。1999年，任武汉大学美国加拿大经济研究所所长。2001年6月至2005年4月，任湖北省社会科学院院长。2005年至2013年，任武汉大学经济与管理学院院长。2007年被评为二级教授。曾任中国美国经济学会会长，中国世界经济学会副会长（2003年－2016年），国务院发展研究中心特约研究员，湖北省社会科学界联合会兼职副主席（2002年－2008年），武汉市人民政府参事等职。2020年10月25日凌晨6时在同济医院逝世。

## 学术研究
1990年代，承担“八五”中华社会科学基金资助的研究课题“当代美国海外直接投资的发展与我国引进外资的决策建议”，出版专著《美国对外直接投资研究》。后又承担教育部“九五”重点社科基金规划项目，出版《世界贸易组织的建立、发展趋势与我国的对策》。
2018年，在《武汉大学学报 (哲学社会科学版)》第5期发表《中美贸易战的背景、原因、本质及中国对策》一文，名列学报2018年论文点击量和下载量的榜首。

## 荣誉
- 国务院政府特殊津贴（1993年）
- 湖北省五一劳动奖章（2008年）[7]
- 武汉市劳动模范（2009年）[8]
- 武汉大学珞珈杰出学者（2013年）

## 出版物
- 陈继勇等. . 北京: 科学出版社. 2019. ISBN 978-7-03-059660-4.
- 陈继勇; 胡艺. . 对外开放战略研究丛书. 北京: 社会科学文献出版社. 2014. ISBN 978-7-5097-2434-7.
- 陈继勇; 李卓 (编). . 北京: 社会科学文献出版社. 2012. ISBN 978-7-5097-3326-4.
- 肖光恩; 陈继勇 (编). . 武汉: 武汉大学出版社. 2011. ISBN 978-7-307-08363-9.
- 陈继勇 (编). . 中国特色社会主义建设论丛. 武汉: 武汉大学出版社. 2008. ISBN 978-7-307-06602-1.
- 陈继勇; 周茂荣 (编). . 武汉: 武汉大学出版社. 2007. ISBN 978-7-307-06032-6.
- 陈继勇; 刘崇仪 (编). . 全国美国经济学会会长扩大会议暨“21世纪初世界经济格局与中美经贸关系高级论坛”论文集. 成都: 西南财经大学出版社. 2005. ISBN 7-81088-329-1.
- 陈继勇等. . 北京: 人民出版社. 2004. ISBN 7-01-004182-2.
- 陈继勇 (编). . 北京: 中国经济出版社. 2003. ISBN 7-5017-5890-5.
- 陈继勇; 肖德 (编). . 北京: 人民出版社. 2000. ISBN 7-01-003356-0.
- 陈继勇 (编). . 武汉: 武汉大学出版社. 1999. ISBN 7-307-02908-1.
- 陈继勇 (编). . 市场经济系列丛书. 武汉: 湖北教育出版社. 1995. ISBN 7-5351-1515-2.
- 陈继勇 (编). . 经济管理丛书. 成都: 四川科学技术出版社. 1991. ISBN 7-5364-1634-2.
- 沈祖良; 陈继勇 (编). . 湖北省社会科学联合会社会科学论丛. 武汉: 湖北人民出版社. 1990. ISBN 7-216-00647-X.